# Guildford Dudley
Guildford Dudley (ur. 1535, zm. 12 lutego 1554 w Londynie)– angielski arystokrata, syn Johna Dudleya oraz Jane Guildford, mąż królowej Jane Grey od 1553 r.

## Pochodzenie
Był jednym z ośmiorga dzieci (które przeżyły dzieciństwo) Johna Dudleya, księcia Northumberland i Jane Guildford. Był bratem m.in. Roberta, faworyta królowej Elżbiety I. Jego dziadek Edmund Dudley w 1510 został stracony z rozkazu Henryka VIII.

## Mąż królowej
Król Edward VI od początku 1553 stale podupadał na zdrowiu. Gdy stało się jasne, że 16-letni monarcha wkrótce umrze, John Dudley skierował swoją uwagę w stronę księcia i księżnej Suffolk, bowiem Frances Brandon jako siostrzenica Henryka VIII na mocy postanowień Aktu Sukcesji z 1544 r. była jedną z potencjalnych pretendentek do tronu Anglii. 21 maja 1553 z woli ojca Guildford poślubił Jane Grey, najstarszą córkę Henry'ego Greya i Frances Brandon. 
Na łożu śmierci król wydał dokument pod tytułem My devise for the succession, w którym wydziedziczał obie swoje siostry, Marię i Elżbietę, przekazując następstwo tronu teściowej Guildforda i jej męskim potomkom. Pod wpływem Johna Dudleya ten zapis został w ostatniej chwili zmieniony i Edward VI przekazał tron Jane oraz jej męskim potomkom.
Jane obwołano królową 10 lipca 1553, jednak nie doszło do koronacji. Jane stanowczo sprzeciwiła się propozycji nadania mężowi tytułu króla lub księcia-małżonka. Sprawa ta stała się przedmiotem sporu pomiędzy królową a jej mężem i jego matką. Także John Dudley był rozczarowany, gdyż myślał, że będzie mógł dowolnie manipulować synową. Dodatkowo specjalni wysłannicy cesarza Karola V uznawali za oczywistość, że przyjęcie korony przez Jane jest równoznaczne z wywyższeniem Guildforda na króla.
Tymczasem Maria, starsza siostra zmarłego króla, szykowała się do przejęcia władzy i strącenia z tronu uzurpatorów. 19 lipca 1553 Henry Grey zakomunikował córce, że przestała być królową. Wkrótce wszyscy zaangażowani w proces wniesienia na tron Jane zostali aresztowani: Guildford, jego bracia, jego rodzice, jego teść oraz sama była królowa. Ojciec Guildforda został ścięty za zdradę 22 sierpnia 1553.

## Śmierć
Podczas przebywania w więzieniu Guildford nie widywał się z żoną. 12 lutego 1554 o godzinie 10.00 na wzgórzu Tower został ścięty. Świadkiem śmierci a także przetransportowania jego zwłok do kaplicy św. Piotra w Okowach była Jane, która sama straciła życie pół godziny później.

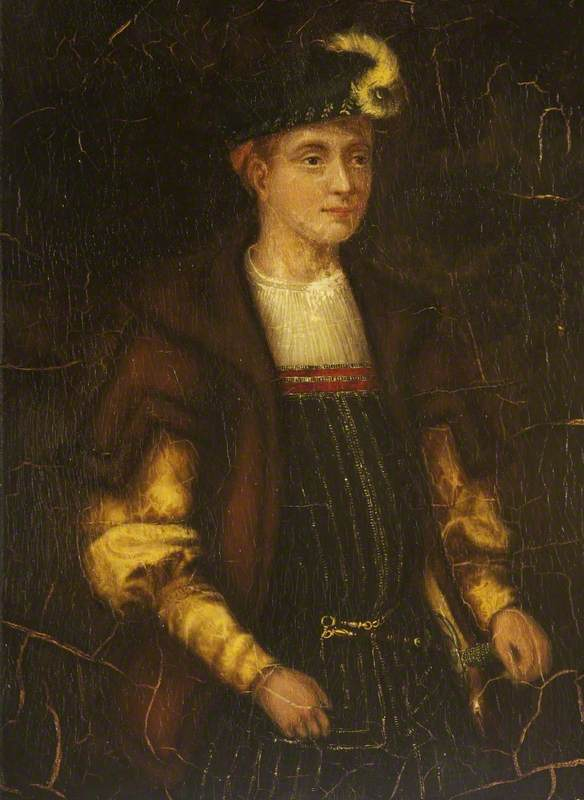
Portret błędnie identyfikowany jako Guildford Dudley, znajdujący się obecnie w kolekcji National Trust w Tyntesfield House.

## Portret
XIX-wieczny portret Guildforda Dudleya autorstwa Richarda Burchetta stanowi kopię anonimowego obrazu i najprawdopodobniej nie przedstawia Dudleya, gdyż ukazany na nim mężczyzna nosi strój charakterystyczny dla późnego okresu elżbietańskiego datowanego na ok. 1580–1590.
Inny z portretów tradycyjnie identyfikowanych jako Guildford Dudley znajduje się obecnie w kolekcji National Trust w Tyntesfield House. Przedstawia młodego mężczyznę w czarnym kapeluszu z żółtym piórem, czarnym dublecie ze złotymi zdobieniami i futrzanym płaszczu, lecz na podstawie cech stylistycznych uznawany jest za dzieło XIX-wieczne i prawdopodobnie stanowi jedynie wyobrażony a nie rzeczywisty wizerunek Dudleya.

## W kulturze
W filmie Lady Jane z 1986 r. w rolę Guildforda wcielił się Cary Elwes.
W literaturze jego postać pojawia się epizodycznie w powieściach: Alison Weir "Niewinna zdrajczyni" oraz Philippy Gregory "Zmierzch Tudorów".